# 聯合國安全理事會第328號決議
聯合國安全理事會第328號決議于1973年3月10日通過，聯合國安理會在收到基於第326號決議設立的特別代表團的報告後，重申之前的聲明，並勸解常任理事國英国召開全國制憲會議，旨在讓“真正的辛巴威人民代表”可以就該國的未來問題制定一個解決方案。
理事會亦呼籲政府采取一系列有效措施，創造必要條件，使得羅德西亞人民能夠行使自己民族自決的權利，無條件釋放所有政治犯、被關押者以及被限制自由者，並廢除所有政治迫害與歧視性法律以及取消所有政治活動的限制。
該決議最終以13票贊成對0票反對通過，英国與美国則投下棄權票。

## 外部鏈接
- 维基文库中的相關文獻：聯合國安全理事會第328號決議